# 寺庄町
寺庄町（てらしょうちょう）は滋賀県甲賀郡にあった町。現在の甲賀市甲南町のうち杣川の右岸にあたる。
本項では町制前の名称である寺庄村（てらしょうむら）についても述べる。

## 地理
- 河川：杣川、佐治川

## 歴史
- 1889年（明治22年）4月1日 - 町村制の施行により、深川村・深川市場村・森尻村・宝木村・寺庄村・葛木村・稗谷村の区域をもって寺庄村が発足。
- 1942年（昭和17年）2月11日 - 寺庄村が町制施行して寺庄町となる。
- 1943年（昭和18年）2月11日 - 竜池村・南杣村・宮村と合併して甲南町が発足。同日寺庄町廃止。

## 交通

### 鉄道路線
- 鉄道省
  - 草津線
    - 深川駅（現・甲南駅）

現在は旧村域に寺庄駅が所在するが、当時は未開業。